# Sabellius
Sabellius war ein Priester und Theologe des 3. Jahrhunderts. Vermutlich stammte er aus Libyen oder Ägypten.
Eine ausgefeilte Form des modalistischen Monarchianismus soll im frühen dritten Jahrhundert von Sabellius in Rom vertreten worden sein. Der Begriff Sabellianismus wird allerdings erst im vierten Jahrhundert in den theologischen Auseinandersetzungen um Marcellus von Ancyra greifbar, der die Idee der „ökonomischen Trinität“ postulierte, nach der Gott unteilbar sei. Doch Vater (Schöpfer und Gesetzgeber), Sohn (Erlöser) und Heiliger Geist (die göttliche Gegenwart unter Menschen) seien drei zeitlich aufeinanderfolgende heilsgeschichtliche Erscheinungsformen bzw. ‚persona‘ (‚modi‘) der ‚Monas‘, der göttlichen Einheit von Vater, Logos und Geist. Offenbar versuchte Sabellius selber vor allem den Monotheismus zu bewahren und vertrat wahrscheinlich den seinerzeit typischen Modalismus in der Version von Noet. Noet deutete die Heilsgeschichte noch ohne die Einbeziehung des Heiligen Geistes, dessen theologische bzw. heilsgeschichtliche Bedeutung und Wichtigkeit erst im Laufe des 4. Jahrhunderts an Gott Vater und Sohn heranreichte. 
Sabellius selbst wurde in Rom um 220 von römischen Bischof Calixt I. aus der römischen Kirchengemeinde ausgeschlossen, doch ebenso Hippolyt von Rom, beide Wortführer der Fraktionen von Gegnern und Befürwortern des Monarchianismus. Sabellius wurde, wie Hippolyt, also nicht wegen einer Irrlehre ausgeschlossen, sondern wegen der heftigen, kompromisslosen Auseinandersetzungen in Rom.
In späteren trinitarischen Disputen des vierten Jahrhunderts wurde die Bezeichnung ‚Sabellianismus‘ abwertend für diese und ähnlich abweichende Positionen verwendet, die nicht ausreichend die Unterschiedenheit zwischen Vater und Sohn zum Ausdruck brachten. In den Ostkirchen wurde Sabellianismus als Bezeichnung für jene Variante des Monarchianismus verwendet, die lediglich eine Identität von Vater und Sohn zugunsten von Unterschieden betonte. Gegner des Sabellianismus waren, neben Hippolyt, Tertullian und Dionysius von Alexandria, aber auch Arius. In der Geschichte finden sich sabellianische Ideen in der spiritualen Theologie von Joachim von Fiore. Auch in der reformkatholischen Theologie des frühen Jakob Frohschammer wirkte Sabellius fort.